# Ачинский сельсовет
Ачинский сельсовет — сельское поселение в Болотнинском районе Новосибирской области Российской Федерации.
Административный центр — село Ача.

## История
Статус и границы сельского поселения установлены Законом Новосибирской области от 2 июня 2004 года № 200-ОЗ «О статусе и границах муниципальных образований Новосибирской области»

## Население
| 2002 | 2010 | 2012 | 2013 | 2014 | 2015 | 2016 |
| ---- | ---- | ---- | ---- | ---- | ---- | ---- |
| 785  | ↘656 | ↘655 | ↘642 | ↘632 | ↘619 | ↘600 |
| 2017 | 2018 | 2019 | 2020 | 2021 |      |      |
| ↘577 | ↘572 | ↗574 | ↗575 | ↘557 |      |      |

## Состав сельского поселения
| № | Населённый пункт | Тип населённого пункта       | Население |
| - | ---------------- | ---------------------------- | --------- |
| 1 | Ача              | село, административный центр | ↘492      |
| 2 | Берёзовка        | деревня                      | ↘10       |
| 3 | Елфимово         | деревня                      | ↗154      |